# Mayar Sherif
Mayar Sherif Ahmed Abdel-Aziz (* 5. Mai 1996 in Kairo) ist eine ägyptische Tennisspielerin.

## Karriere
Sherif, die mit fünf Jahren das Tennisspielen begann, bevorzugt laut ITF-Profil Sandplätze. 2010 gab sie ihr Debüt auf dem ITF Women’s Circuit und holte dort 2013 ihren ersten Profititel. 2014 wurde Sherif gemeinsam mit ihrer Landsfrau Sandra Samir Junioren-Afrikameisterin im Doppel. Anschließend ging sie in die USA, um an der Pepperdine University in Malibu, Kalifornien zu studieren. Während ihres Studiums, vertrat sie ihre Hochschule bei den nationalen College-Meisterschaften. Bei den NCAA Division I Tennis Championships 2018 kam sie bis ins Halbfinale und beendete die Spielzeit auf Platz elf der Einzelwertung.
Nach ihrem Studium widmete sich Sherif ganz ihrer Tenniskarriere. 2019 startete sie wieder regelmäßig auf der ITF Tour und gewann dabei 11 Titel im Einzel und sechs Doppeltitel. Außerdem gewann sie bei den Afrikaspielen 2019 in Rabat im Goldmedaille im Tenniseinzel. Ihr Aufstieg in der Tennisweltrangliste ermöglichte Sherif bei den Australian Open 2020 zum ersten Mal den Start in der Qualifikation zu einem Grand-Slam-Turnier, bei dem sie jedoch in der ersten Runde ausschied. Im Anschluss an die coronabedingte Saisonunterbrechung, konnte sich Sherif in Prag erstmals für das Hauptfeld eines WTA-Turniers qualifizieren, scheiterte aber in ihrem Auftaktmatch. Erstmals Geschichte für ihr Heimatland schrieb Sherif, als sie sich bei den anschließenden French Open als erste Spielerin aus Ägypten die Hauptrunde eines Majors erreichte. Zum Auftakt unterlag sie dort Karolína Plíšková. Auf die ITF Tour zurückkehrend, gewann sie am Ende des Jahres in Charleston ein Turnier der $100.000-Kategorie und damit ihren bis dahin größten Titel.
Auch für die Australian Open 2021 konnte sich Sherif erfolgreich qualifizieren und erreichte dort erstmals die zweite Runde eines Grand-Slam-Turniers. Bis zu diesem Zeitpunkt konnte noch nie ein Spieler oder eine Spielerin aus Ägypten eine Hauptrundenpartie bei einem Grand-Slam-Turnier gewinnen. Als Afrika-Meisterin durfte Sherif als erste Ägypterin überhaupt bei den Olympischen Sommerspielen 2020 in Tokio ihr Land in einem olympischen Tennisturnier vertreten. In der ersten Runde des Dameneinzels verlor sie gegen Rebecca Peterson. Danach zog sie, ebenfalls als Erste ihres Landes, in Cluj-Napoca im Einzel wie auch im Doppel zusammen mit Katarzyna Piter in ein WTA-Finale ein, konnte aber keinen der beiden Titel gewinnen. So musste sich Sherif im Endspiel um den Einzeltitel zunächst Andrea Petkovic klar geschlagen geben. Der Doppeltitel ging danach an Natela Dsalamidse und Kaja Juvan. Trotzdem wurde sie daraufhin als erste Ägypterin unter den Top 100 der Tennisweltrangliste geführt. Anschließend konnte Sherif mit dem Sieg bei einem Turnier der WTA Challenger Series in Karlsruhe, wo sie sich im Finale gegen Martina Trevisan durchsetzte, den bislang größten Erfolg ihrer Karriere verbuchen. Am Ende der Saison erreichte sie zudem ein weiteres Halbfinale beim WTA Challenger von Buenos Aires.
Anfang 2022 stand Sherif gemeinsam mit Tereza Martincová in Melbourne in ihrem zweiten WTA-Finale im Doppel, in dem sich die beiden Bernarda Pera und Kateřina Siniaková geschlagen geben mussten.
Im Jahr 2011 spielte Sherif erstmals für die ägyptische Billie-Jean-King-Cup-Mannschaft; ihre Billie-Jean-King-Cup-Bilanz weist bislang 19 Siege bei 11 Niederlagen aus.

## Turniersiege

### Einzel
| Nr. | Datum              | Turnier                    | Kategorie      | Belag     | Finalgegnerin                 | Ergebnis       |
| --- | ------------------ | -------------------------- | -------------- | --------- | ----------------------------- | -------------- |
| 1.  | 27. Januar 2013    | Scharm asch-Schaich        | ITF $10.000    | Hartplatz | Aleksandrina Najdenowa        | 6:2, 2:6, 6:1  |
| 2.  | 10. Februar 2019   | Scharm asch-Schaich        | ITF W15        | Hartplatz | Simona Waltert                | 6:4, 1:6, 6:3  |
| 3.  | 5. Mai 2019        | Kairo                      | ITF W15        | Sand      | Simona Waltert                | 6:2, 6:1       |
| 4.  | 2. Juni 2019       | Tabarka                    | ITF W15        | Sand      | Bárbara Gatica                | 6:4, 6:4       |
| 5.  | 9. Juni 2019       | Tabarka                    | ITF W15        | Sand      | Nina Stadler                  | 6:3, 6:2       |
| 6.  | 23. Juni 2019      | Madrid                     | ITF W25        | Hartplatz | Eva Guerrero Álvarez          | 6:2, 6:3       |
| 7.  | 11. August 2019    | Las Palmas de Gran Canaria | ITF W25        | Sand      | Leonie Küng                   | 6:1, 6:0       |
| 8.  | 8. März 2020       | Antalya                    | ITF W25        | Sand      | Dalma Gálfi                   | 6:4, 6:3       |
| 9.  | 8. November 2020   | Charleston                 | ITF W100       | Sand      | Katarzyna Kawa                | 6:2, 6:3       |
| 10. | 12. September 2021 | Karlsruhe                  | WTA Challenger | Sand      | Martina Trevisan              | 6:3, 6:2       |
| 11. | 3. April 2022      | Marbella                   | WTA Challenger | Sand      | Tamara Korpatsch              | 7:61, 6:4      |
| 12. | 15. Mai 2022       | Karlsruhe                  | WTA Challenger | Sand      | Bernarda Pera                 | 6:2, 6:4       |
| 13. | 1. Oktober 2022    | Parma                      | WTA 250        | Sand      | Maria Sakkari                 | 7:5, 6:3       |
| 14. | 15. November 2022  | Colina                     | WTA Challenger | Sand      | Kateryna Baindl               | 3:6, 7:63, 7:5 |
| 15. | 11. Juni 2023      | Makarska                   | WTA Challenger | Sand      | Jasmine Paolini               | 2:6, 7:66, 7:5 |
| 16. | 18. Juni 2023      | Valencia                   | WTA Challenger | Sand      | Marina Bassols Ribera         | 6:3, 6:3       |
| 17. | 1. Dezember 2024   | Buenos Aires               | WTA Challenger | Sand      | Katarzyna Kawa                | 6:3, 4:6, 6:4  |
| 18. | 20. April 2025     | Madrid                     | ITF W100       | Sand      | Renata Zarazúa                | 6:3, 6:4       |
| 19. | 17. Mai 2025       | Parma                      | WTA Challenger | Sand      | Victoria Mboko                | 6:4, 6:4       |
| 20. | 15. Juni 2025      | Biarritz                   | ITF W100       | Sand      | Tiantsoa Rakotomanga Rajaonah | 7:5, 6:4       |

### Doppel
| Nr. | Datum              | Turnier             | Kategorie      | Belag     | Partnerin        | Finalgegnerinnen                      | Ergebnis          |
| --- | ------------------ | ------------------- | -------------- | --------- | ---------------- | ------------------------------------- | ----------------- |
| 1.  | Juli 2013          | Scharm asch-Schaich | ITF $10.000    | Hartplatz | Lynn Kiro        | Alina Mikheeva Anna Morgina           | 6:3, 6:2          |
| 2.  | Juli 2013          | Scharm asch-Schaich | ITF $10.000    | Hartplatz | Zuzana Zlochová  | Sowjanya Bavisetti Rishika Sunkara    | 7:5, 6:3          |
| 3.  | 22. Juli 2017      | Scharm asch-Schaich | ITF $15.000    | Hartplatz | Rutuja Bhosale   | Chen Pei-hsuan Wu Fang-hsien          | 3:6, 6:3, [10:5]  |
| 4.  | 1. Juni 2019       | Tabarka             | ITF W15        | Sand      | Alica Rusová     | Lena Lutzeier Nina Stadler            | 6:4, 4:6, [10:4]  |
| 5.  | 20. Juli 2019      | Baja                | ITF W25        | Sand      | Melanie Klaffner | Réka Luca Jani Lara Salden            | 6:2, 4:6, [10:8]  |
| 6.  | 7. März 2020       | Antalya             | ITF W25        | Sand      | Réka Luca Jani   | İpek Öz Melis Sezer                   | 6:78, 6:1, [10:3] |
| 7.  | 15. Mai 2022       | Karlsruhe           | WTA Challenger | Sand      | Panna Udvardy    | Jana Sisikowa Alison Van Uytvanck     | 5:7, 6:4, [10:2]  |
| 8.  | 14. September 2024 | Monastir            | WTA 250        | Hartplatz | Anna Blinkowa    | Alina Kornejewa Anastassija Sacharowa | 2:6, 6:1, [10:8]  |
| 9.  | 23. November 2024  | Colina              | WTA Challenger | Sand      | Nina Stojanović  | Léolia Jeanjean Kristina Mladenovic   | kampflos          |
| 10. | 2. März 2025       | Mérida              | WTA 500        | Hartplatz | Katarzyna Piter  | Anna Danilina Irina Chromatschowa     | 7:62, 7:5         |

## Abschneiden bei Grand-Slam-Turnieren

### Einzel
| Turnier         | 2020 | 2021 | 2022 | 2023 | 2024 | 2025 | Karriere |
| --------------- | ---- | ---- | ---- | ---- | ---- | ---- | -------- |
| Australian Open | Q1   | 2    | 1    | 1    | 1    | 1    | 2        |
| French Open     | 1    | Q2   | 2    | 2    | 2    | 1    | 2        |
| Wimbledon       |      | Q2   | —    | 1    | 1    | 1    | 1        |
| US Open         | —    | 1    | 1    | 1    | 1    |      | 1        |

Zeichenerklärung: S = Turniersieg; F, HF, VF, AF = Einzug ins Finale / Halbfinale / Viertelfinale / Achtelfinale; 1, 2, 3 = Ausscheiden in der 1. / 2. / 3. Hauptrunde; Q1, Q2, Q3 = Ausscheiden in der 1. / 2. / 3. Qualifikationsrunde; nicht ausgetragen